# Flemming Ahlberg
Flemming Ahlberg (født 23. december 1946) er en tidligere dansk landsholdspiller i fodbold. 
Ahlberg kom fra Skovshoved til FREM i foråret 1967, hvor han pga. karantæne for klubskifte, kun måtte spille på FREM's 3. hold i Københavnsserien men kom til at spile i FREM i over 12 år og en kort periode havde han klubrekorden med flest 1. holdskampe. Ahlberg kom på U-21-landsholdet 1968 og spillede under to år ni U-21-landskampe og var anføre i de sidst fem i 1969.
Ahlberg kom på A-landsholdet kort før OL i München i 1972, da Torben Nielsen var blevet professionel og han var fast højre back ved OL. Han opnåede 33 A-landskampe for Danmarks fodboldlandshold uden scoringer. I 1976 blev han Årets Fodboldspiller i Danmark og vandt efter tre kampe, forlænget spilletid og straffesparks-konkurrence Landspokalturneringen med FREM i 1978, hvor han for øvrigt scorede i den afgørende straffesparks-konkurrence.
Ahlberg blev alvorlig skadet op til efterårets kampe i 1979 og FREM kunne ikke finde penge til at forny hans kontrakt. Han tog videre til B. 1903 der det blev til mange 1. holdskampe. Han spillede faktisk på Danmarksserieholdet til han var over 40 år. Han spiller stadigvæk veteran fodbold for B. 1903.
Ahlbergs far Jørgen Ahlberg var mangeårig 1. holdsspiller i Skovshoved. Flemming Ahlberg er svoger til Flemming Mortensen.

## Klubkarriere
- Skovshoved IF
- Boldklubben Frem
- B 1903